# Kenmerk van Cauchy
Het kenmerk van Cauchy of convergentiekenmerk van Cauchy is een convergentietest voor reeksen. Alternatieve benamingen zijn het criterium van Cauchy en worteltest (root test in het Engels). Het kenmerk van Cauchy mag niet verward worden met de condensatietest van Cauchy.

## Formulering
Gegeven een reeks met niet-negatieve termen
{\displaystyle \sum _{1}^{\infty }u_{n}}
waarbij de limiet
{\displaystyle \lim _{n\to \infty }{\sqrt[{n}]{u_{n}}}=r}
Dan is de reeks
- Convergent indien {\displaystyle r\ <\ 1}
- Divergent indien {\displaystyle r\ >\ 1}
- Indien {\displaystyle r\ =\ 1} kan geen besluit getrokken worden.

Indien de reeks ook negatieve termen bevat is het kenmerk ook bruikbaar maar dient men de absolute waarde toe te voegen in de te berekenen limiet:
{\displaystyle \lim _{n\to \infty }{\sqrt[{n}]{\left|u_{n}\right|}}=r}
Dit is bijvoorbeeld nodig bij het berekenen van het convergentie-interval van een machtreeks.

## Bewijs voor reeksen met niet-negatieve termen
- Het geval {\displaystyle r<1}

Stel dat 
{\displaystyle \lim _{n\to \infty }{\sqrt[{n}]{u_{n}}}=r<1}
Dit kan anders geformuleerd worden, gebruik makend van de kwantoren {\displaystyle \forall } en {\displaystyle \exists }, als:
{\displaystyle \forall \epsilon >0\ \ \exists N_{o}>0\ :\ n>N_{o}\Rightarrow |{\sqrt[{n}]{u_{n}}}\ -\ r|\ <\epsilon }
Dit is equivalent met
{\displaystyle \forall \epsilon >0\ \ \exists N_{o}>0\ :\ n>N_{o}\Rightarrow r-\epsilon <{\sqrt[{n}]{u_{n}}}<r+\epsilon }
Kies nu {\displaystyle \epsilon } zodat {\displaystyle r+\epsilon <1} en vervolgens een getal {\displaystyle a} zo dat {\displaystyle r+\epsilon <a<1}.
Dan geldt
{\displaystyle \exists N_{o}>0\ :\ n>N_{o}\Rightarrow \ u_{n}<a^{n}}
Omdat het feit of een reeks convergeert of divergeert niet verandert door vooraan de reeks een eindig aantal termen weg te laten kunnen we zonder verlies van algemeenheid {\displaystyle N} gelijk nemen aan 1, zodat 
{\displaystyle u_{n}\ \leq \ a^{n}\ \ \forall n>0}
De machten van {\displaystyle a} in de rechterleden in deze ongelijkheid kunnen nu beschouwd worden als de termen van een meetkundige reeks, die convergeert omdat {\displaystyle a<1}. De termen van de onderzoeken reeks zijn systematisch kleiner of gelijk aan deze termen zodat de meetkundige reeks een convergente majorante reeks is. Volgens de vergelijkingstest is de te onderzoeken reeks dus ook convergent.
- Het geval {\displaystyle r>1}

Dit kan op gelijkaardige manier bewezen worden, nu aan de hand van een meetkundige reeks die divergeert en tevens een divergente minorante reeks van de te onderzoek reeks is. Dit maakt deze laatste ook divergent.
- Het geval {\displaystyle r=1}

Bij elke harmonische reeks geeft het kenmerk van Cauchy de waarde 1 als limietwaarde voor {\displaystyle r}. Toch zijn er p-reeksen die convergent zijn en p-reeksen die divergent zijn. Dit toont aan dat een {\displaystyle r}-waarde gelijk aan 1 tot geen besluit betreffende convergentie of divergentie kan leiden.

## Gebruik en voorbeelden
De toepassing van het kenmerk van Cauchy vereist het berekenen van een limiet. De situatie waarbij de algemene term {\displaystyle u_{n}} zelf een n-de macht is maakt de berekening van deze limiet doorgaans eenvoudiger omdat de {\displaystyle n}-de wortel en de {\displaystyle n}-de macht elkaar compenseren. 
- Voorbeeld 1

{\displaystyle \sum _{2}^{\infty }{\frac {1}{\ln ^{n}(n)}}}
Toepassing het kenmerk van Cauchy:
{\displaystyle \lim _{n\to \infty }{\sqrt[{n}]{u_{n}}}}  =  {\displaystyle \lim _{n\to \infty }{\frac {1}{\ln(n)}}=0}
De reeks is dus convergent.